# Vương Quốc Sinh (tướng)
Vương Quốc Sinh (tiếng Trung: 王国生; sinh tháng 2 năm 1947) là Thượng tướng Quân Giải phóng Nhân dân Trung Quốc (PLA). Ông từng giữ chức vụ Ủy viên Ban Chấp hành Trung ương Đảng Cộng sản Trung Quốc khóa XVII, Phó Bí thư Đảng ủy Quân khu, Tư lệnh Quân khu Lan Châu.

## Tiểu sử
Vương Quốc Sinh sinh tháng 2 năm 1947 ở Đại An, Bạch Thành, tỉnh Cát Lâm. Tháng 2 năm 1968, ông gia nhập Quân Giải phóng Nhân dân Trung Quốc. Vương Quốc Sinh tốt nghiệp khoa cơ bản tại Đại học Quốc phòng Trung Quốc. Ông từng đảm nhiệm chức vụ Phó Bí thư Đảng ủy Trung đoàn, Trung đoàn trưởng thuộc Sư đoàn Bộ binh 190; Ủy viên Thường vụ Đảng ủy Sư đoàn kiêm Phó Sư đoàn trưởng rồi Phó Bí thư Đảng ủy Sư đoàn kiêm Sư đoàn trưởng Sư đoàn Bộ binh 190, Tập đoàn quân 64 Lục quân, Quân khu Thẩm Dương.
Tháng 7 năm 1996, Vương Quốc Sinh được bổ nhiệm làm Ủy viên Thường vụ Đảng ủy Tập đoàn quân, Tham mưu trưởng Tập đoàn quân 64 Lục quân. Cùng năm phong quân hàm Thiếu tướng. Tháng 8 năm 1998, ông được thăng chức Ủy viên Thường vụ Đảng ủy Tập đoàn quân, Phó Tư lệnh Tập đoàn quân 40 Lục quân, Quân khu Thẩm Dương. Tháng 12 năm 2001, Vương Quốc Sinh được bổ nhiệm giữ chức Phó Bí thư Đảng ủy Tập đoàn quân, Tư lệnh Tập đoàn quân 40, Quân khu Thẩm Dương.
Tháng 12 năm 2003, Vương Quốc Sinh được điều chuyển làm Ủy viên Thường vụ Đảng ủy Quân khu, Tham mưu trưởng Quân khu Lan Châu. Tháng 7 năm 2005, ông được thăng quân hàm Trung tướng.
Tháng 6 năm 2007, Vương Quốc Sinh được bổ nhiệm giữ chức vụ Phó Bí thư Đảng ủy Quân khu, Tư lệnh Quân khu Lan Châu. Tháng 10 năm 2007, tại Đại hội Đảng Cộng sản Trung Quốc lần thứ 17, ông được bầu làm Ủy viên Ban Chấp hành Trung ương Đảng Cộng sản Trung Quốc khóa XVII. Tháng 7 năm 2010, ông được phong quân hàm Thượng tướng, hàm cao nhất trong Quân Giải phóng Nhân dân Trung Quốc.
Tháng 10 năm 2012, Vương Quốc Sinh nghỉ hưu, thay thế ông làm Tư lệnh Quân khu Lan Châu là Trung tướng Lưu Việt Quân.